# Mustonen
Mustonen är en ö i Finland. Den ligger i sjön Ylä-Rieveli och i kommunen Pertunmaa i den ekonomiska regionen  S:t Michel och landskapet Södra Savolax, i den södra delen av landet, 160 km nordost om huvudstaden Helsingfors. Öns area är 2,5 hektar och dess största längd är 240 meter i sydväst-nordöstlig riktning.